# Subhimalus fuscomelanus
Subhimalus fuscomelanus är en insektsart som beskrevs av K. Ramakrishnan 1983. Subhimalus fuscomelanus ingår i släktet Subhimalus och familjen dvärgstritar. Inga underarter finns listade i Catalogue of Life.